# Třída Radetzky
Třída Radetzky byla třída predreadnoughtů Rakousko-uherského námořnictva z období první světové války. Celkem byly postaveny tři jednotky této třídy. Ve službě byly od roku 1910. Účastnily se první světové války a po jejím skončení je získala Itálie. Všechny byly sešrotovány.

## Stavba
V květnu 1904 byl zadán vývoj nových rakousko-uherských bitevních lodí, které by se staly protiváhou italské třídy Regina Elena. Nový velitel námořnictva Rudolf Montecuccoli získal podporu pro stavbu plavidel výrazně větších, než byla předchozí třída Erzherzog Karl. Konstruktér plavidel Siegfried Popper v roce 1904 navštívil loděnice ve Velké Británii a setkal se i s tamním konstruktérem bitevních lodí Williamem Whitem. Popper pro nová plavidla preferoval návrh se šesti 305mm kanóny umístěnými ve dvou dvoudělových a dvou jednodělových věžích. Mimo jiné přitom poukazoval na zkušenosti z bitvy u Cušimy, na základě kterých předpokládal, že budoucí souboje se budou odehrávat na větší vzdálenosti a větší počet těžkých kanónů v nich bude výhodou. To se potvrdilo nástupem nové generace bitevních lodí (tzv. dreadnoughtů). Námořnictvo mělo odlišný názor a v souladu s rozšířeným dobovým trendem zvolilo smíšenou výzbroj složenou těžkých 305mm kanónů, doplněných o osm lehčích 240mm kanónů. Kromě toho, že byly méně účinné, jejich nasazení v boji ztěžovalo zaměřování, neboť dopady granátů obou hlavních ráží šlo jen těžko odlišit. Celkem byly objednány tři jednotky této třídy. Všechny postavila v letech 1907–1911 loděnice Stabilimento Tecnico Triestino (STT) v Terstu.
Jednotky třídy Radetzky:
| Jméno                     | Založení kýlu      | Spuštěna | Vstup do služby | Stav                                   |
| ------------------------- | ------------------ | -------- | --------------- | -------------------------------------- |
| Erzherzog Franz Ferdinand | 12. září 1907      | 1908     | 5. června 1910  | Po válce předána Itálii a sešrotována. |
| Radetzky                  | 26. listopadu 1907 | 1909     | 15. ledna 1911  | Po válce předána Itálii a sešrotována. |
| Zrínyi                    | 20. ledna 1909     | 1910     | 15. září 1911   | Po válce předána Itálii a sešrotována. |

## Konstrukce

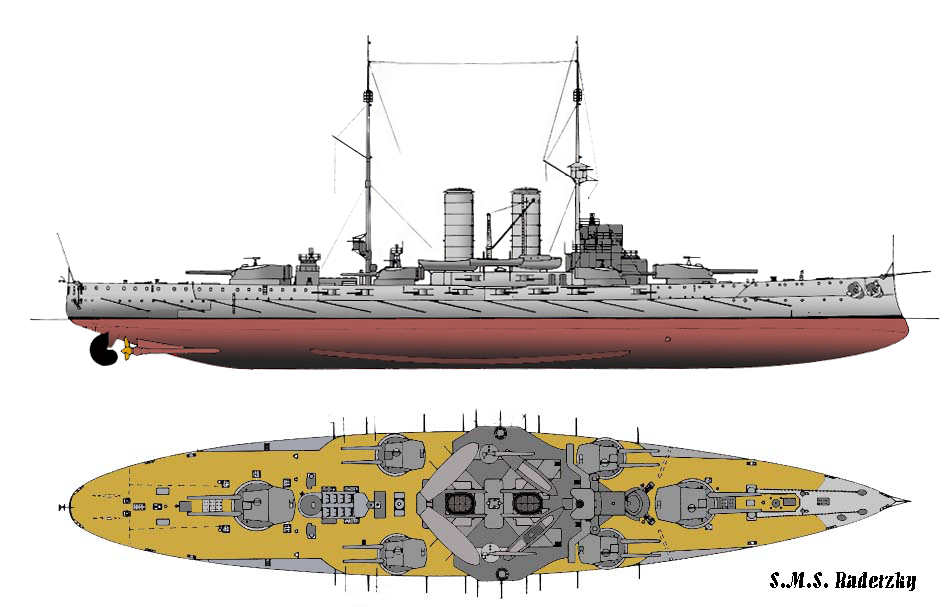
Základní uspořádání bitevní lodě Radetzky

Třída Radetzky představovala první rakousko-uherské bitevní lodě vyzbrojené 305mm kanóny. Hlavní výzbroj tvořily čtyři 30,5cm kanóny Škoda L/45 ve dvoudělových věžích na přídi a zádi. Po stranách hlavní nástavby doplňovalo osm 24cm kanónů Škoda L/45 umístěných ve čtyřech dvoudělových věžích na bocích trupu. Dělostřelectvo sekundární ráže představovalo dvacet 10cm kanónů Škoda L/50, umístěných po jednom v kasematách na bocích trupu. Šestnáct jich bylo v dolní kasematě a čtyři o patro výše. Dále bylo neseno šest 7cm kanónů Škoda L/45, čtyři 47mm kanóny Škoda L33 a tři pevné 450mm torpédomety (jeden příďový a dva na bocíh).
Všechnu dělostřeleckou výzbroj vyrobila Škoda Plzeň. Pancéřování dodala firma Vítkovické horní a hutní těžířstvo ze svého výrobního závodu Vítkovické železárny. Šlo o nový typ pancéřových desek, materiál označovaný jako KC, na kterém byly uplatněny metody Harveyův výrobní postup s technologií firmy Krupp, Essen. Hlavní 100–230mm pancéřový pás chránil boky trupu mezi dělovými věžemi, muniční sklady a pohonný systém. Trup dále chránila protitorpédová obšívka. Hlavní dělové věže chránil pancíř o síle 250 mm a sekundární věže o síle 200 mm (jejich stropy měly sílu 60 a 50 mm). Pancéřování kasemat mělo sílu 120 mm, vělitelské věže 250 mm na stěnách a 100 mm na stropu, přičemž pancéřová paluba měla sílu 48 mm.
Pohonný systém tvořilo dvanáct kotlů Yarrow (na uhlí či naftu), které dodávaly páru dvojici čtyřválcových parních strojů s trojnásobnou expanzí o výkonu 19 800 hp, které roztáčely dva lodní šrouby. Nejvyšší rychlost dosahovala 20,5 uzlu. Pomocné agregáty, parní turbíny typu Parsons, dodala První brněnská strojírna, Brno. Neseno bylo 1350 t uhlí. Dosah byl 4000 námořních mil při rychlosti 10 uzlů.

## Operační nasazení

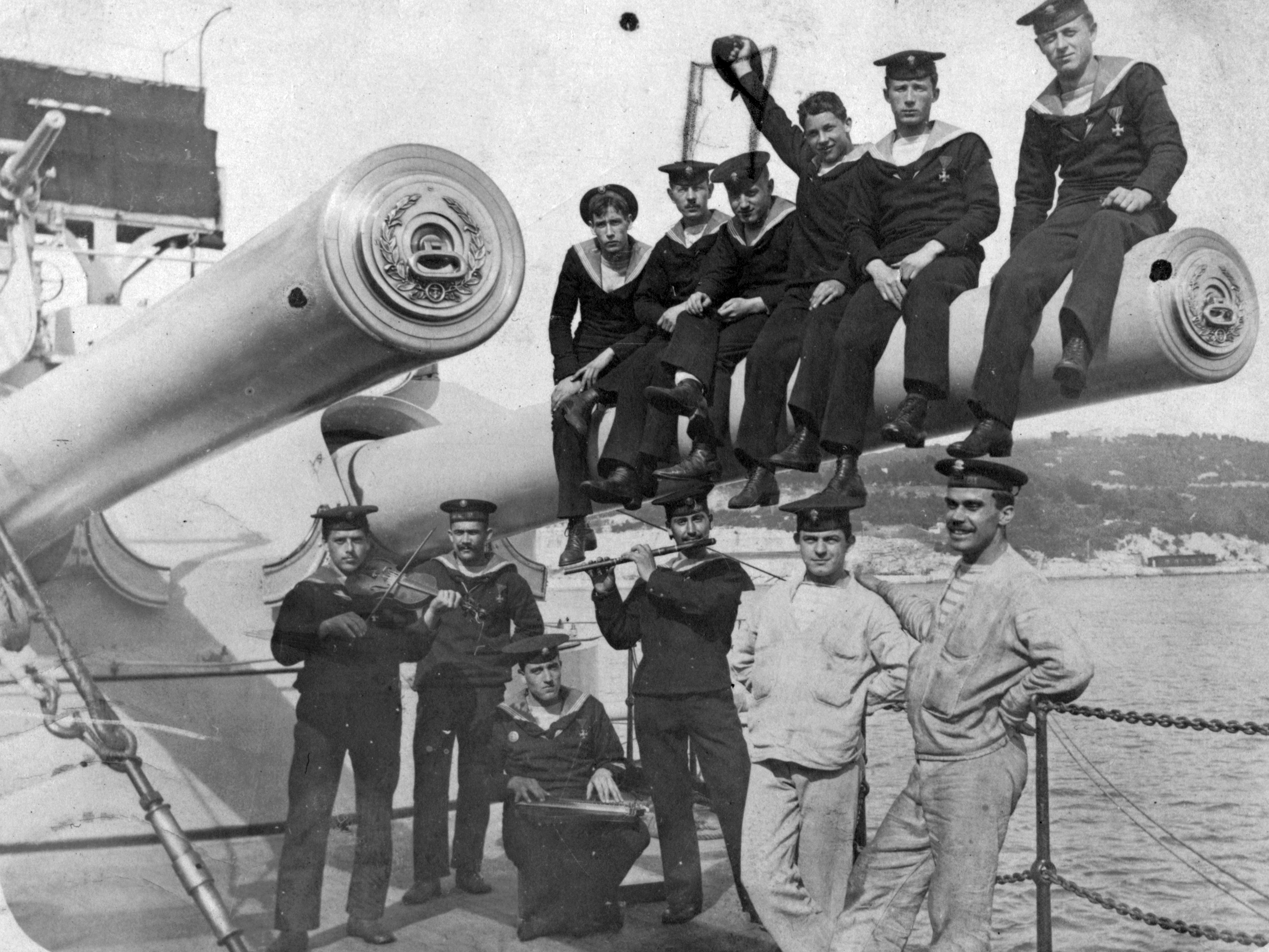
Posádka bitevní lodě Radetzky

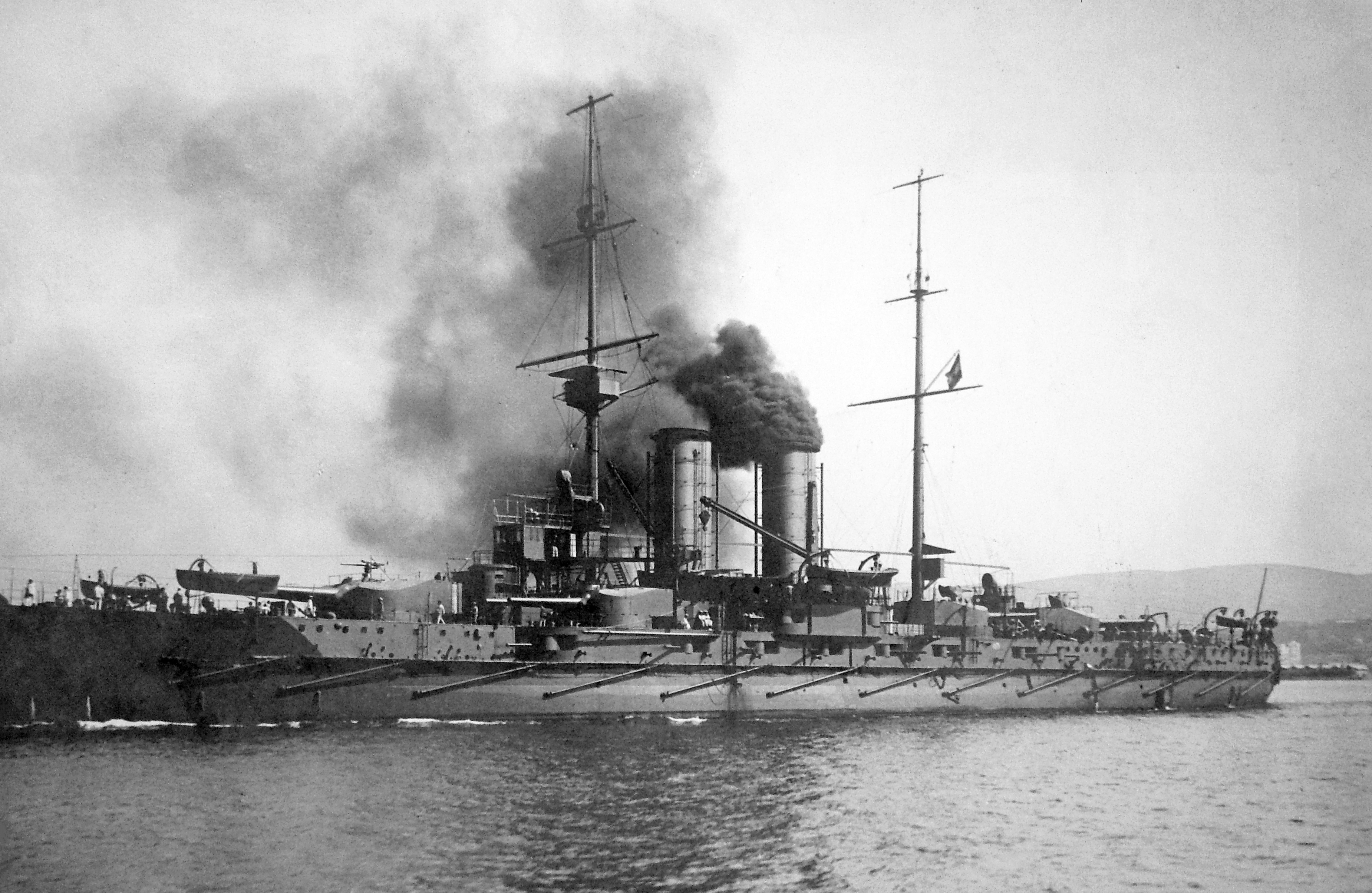
Zrinyi

Všechny tři lodě se účastnily první světové války. Dne 21. října 1914 se bitevní loď Radetzky přesunula z Puly do Boky Kotorské, aby se zapojila do ostřelování černohorských sil a francouzského dělostřelectva v okolí hory Lovćen. Do Puly se vrátila 16. prosince 1914.
Všechny tři lodě se účastnily útoku na italské pobřeží, ke kterému došlo, 24. května 1915, den po vstupu Itálie do války. Erzherzog Franz Ferdinand společně s hlavním svazem ostřeloval přístav Ancona, Zrinyi se dvěma torpédovkami ostřelovaly železnici u přístavu Senigalia a Radetzky se dvěma torpédovkami ostřelovaly železnici u města Potenza.
Radetzky patřil mezi plavidla, na nichž v roce 1918 začala vzpoura v boce Kotorské. V době kapitulace jugoslávské posádky bitevních lodí Radetzky a Zrinyi vypluly z Puly, aby zabránili ukořistění plavidel Itálií. U Kaštela nedaleko Splitu se obě plavidla vzdala skupině amerických stíhačů ponorek. Následně byly zařazeny do amerického námořnictva jako USS Radetzky a USS Zrinyi, přičemž posádky pocházely z oněch stíhačů ponorek. Později všechny tři jednotky třídy Radetzky připádly v rámci reparací Itálii, která je nechala sešrotovat.